# 리걸 시네마스

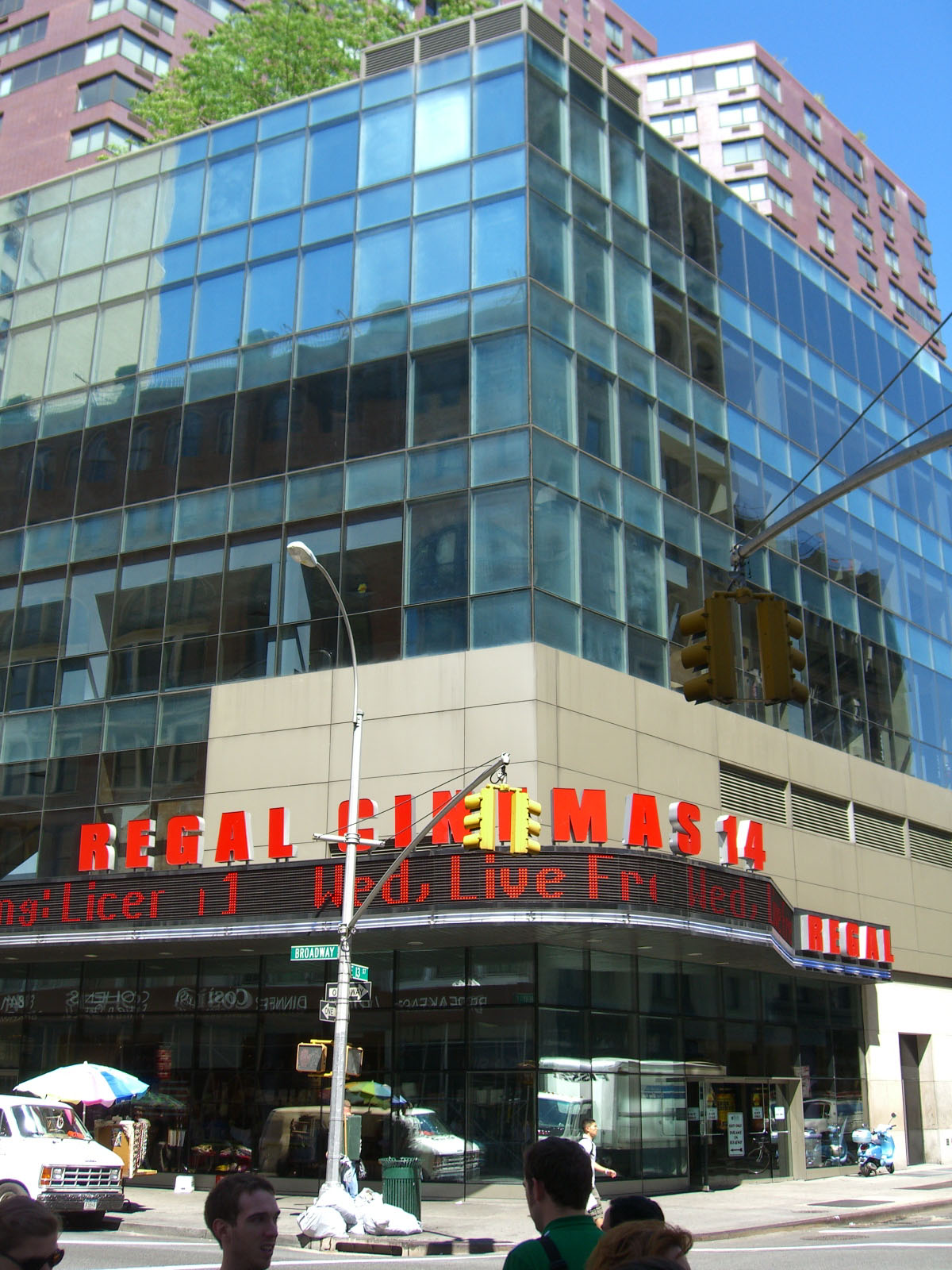

리걸 시네마스(영어: Regal Cinemas)는 미국 테네시주 녹스빌에 본사를 둔 영화관 체인이다. 리걸 시네마스 (Regal Cinemas), 에드워즈 시어터스 (Edwards Theatres), 유나이티드 아티스츠 시어터스 (United Artists Theaters)의 브랜드를 전개하고 있다.

## 같이 보기
- AMC 시어터스